# Grotte e arte dell'era glaciale nel Giura svevo
Le Grotte e l'arte dell'era glaciale nel Giura svevo sono una raccolta di sei caverne nel sud della Germania che furono usate dagli umani dell'Era Glaciale per ripararsi da 33.000 a 43.000 anni fa. Le grotte si trovano nelle valli Lone e Ach. All'interno delle caverne sono state scoperte una statuetta di forma femminile, figurine intagliate di animali (tra cui leoni delle caverne, mammut, cavalli e bovini), strumenti musicali e oggetti di ornamento personale. Alcune delle figure raffigurano creature che sono metà animali e metà umane.

## Grotte
| Immagine       | Nome               | Località                            | Descrizione | Scoperte                                                | Immagine di una delle scoperte importanti |
| -------------- | ------------------ | ----------------------------------- | --- | ------------------------------------------------------- | ----------------------------------------- |
| altre immagini | Bocksteinhöhle     | Valle di Lone 48.55424°N 10.15469°E | Largo bifacciale (conosciuto come Bocksteinmesser)                                                                                              |                                                         |                                           |
| altre immagini | Geissenklösterle   | Valle di Ach 48.39821°N 9.77138°E   | Orante (postura con mani alzate) metà-animale/metà-umano, figura in avorio                                                                      |                                                         | altre immagini                            |
| altre immagini | Hohler Fels        | Valle di Ach 48.37926°N 9.75409°E   | Hohlefels Venus of mammoth ivory, flute from a Griffon vulture bone.                                                                            |                                                         | altre immagini                            |
| altre immagini | Hohlenstein-Stadel | Valle di Lone 48.54931°N 10.17294°E | Una grotta stretta 50 m con un ingresso di 8 x 4 m.                                                                                             | Figura di uomo-leone scolpita in avorio di mammut       | altre immagini                            |
| altre immagini | Sirgensteinhöhle   | Valle di Ach 48.38704°N 9.76119°E   | Grotta lunga in totale 42 m con un massimo di altezza di 10 m; nella parte posteriore la cavità è illuminata da aperture naturali nel soffitto. | Circa. 5000 selci punte, punteruoli e pietre leviganti- |                                           |
| altre immagini | Vogelherd Cave     | Valle di Lone 48.55865°N 10.19428°E | Figura animale in avorio di mammut, venere dalla zanna di un cinghiale                                                                          |                                                         | altre immagini                            |